# SME Server
SME Server (колишній e-smith) — серверний Linux-дистрибутив для малого та середнього бізнесу, побудований на основі пакетної бази CentOS. Букви SME у назві значать англ. for Small to Medium Enterprise — укр. для Малих і Середніх Підприємств.
Особливістю дистрибутиву є наявність у складі наперед налаштованих типових компонентів, повністю готових до роботи, які можна налаштувати через вебінтерфейс. Серед таких компонентів можна відзначити поштовий сервер з фільтрацією спаму, вебсервер, сервер друку, файловий сервер на основі Samba, служба каталогів, міжмережевий екран, компонент для організації резервного копіювання робочих станцій і серверів тощо.
Розмір ISO-образу 650 Мб.